# Säljen
Säljen är en sjö i Uppvidinge kommun och Vetlanda kommun i Småland och ingår i Emåns huvudavrinningsområde. Sjön är 17,5 meter djup, har en yta på 2,31 kvadratkilometer och befinner sig 224 meter över havet. Sjön avvattnas av vattendraget Gårdvedaån. Vid provfiske har bland annat abborre, gädda, lake och mört fångats i sjön.
Mellan Säljen och Vigotten ligger Kullebo kvarn.

## Delavrinningsområde
Säljen ingår i det delavrinningsområde som SMHI kallar för Utloppet av Säljen. Medelhöjden är 254 meter över havet och ytan är 24,83 kvadratkilometer. Det finns ett delavrinningsområde uppströms, och räknas det in blir den ackumulerade arean 50,25 kvadratkilometer. Gårdvedaån som avvattnar avrinningsområdet har biflödesordning 2, vilket innebär att vattnet flödar genom totalt 2 vattendrag innan det når havet efter 149 kilometer. Delavrinningsområdet består mestadels av skog (73 %). Avrinningsområdet har 2,33 kvadratkilometer vattenytor vilket ger det en sjöprocent på 9,4 %.

## Fisk
Vid provfiske har följande fisk fångats i sjön:
- Abborre
- Gädda
- Lake
- Mört
- Sik
- Siklöja
- Sutare